# Lista de eleições estaduais para governador na Paraíba
Esta é uma relação das eleições disputadas para o governo do estado brasileiro da Paraíba. Dos 24 pleitos realizados (incluindo o de 2022), 8 foram indiretas (1945, 1954, 1958, 1962 e 1965–1978, no período militar). Abaixo, a relação das eleições que ocorreram após a redemocratização no Brasil, em 1979.

## 1982
| PDS                    |                        |                        | Wilson Braga            |                        |                        | Silva Júnior           | 509 855 | 58,47   |
| PMDB                   |                        |                        | Antônio Mariz           |                        |                        | Mário Silveira         | 358 146 | 41,08   |
| PT                     |                        |                        | Francisco Derly Pereira |                        |                        | José Olímpio de Araújo | 3 918   | 0,45    |
| Total de votos válidos | Total de votos válidos | Total de votos válidos | Total de votos válidos  | Total de votos válidos | Total de votos válidos | Total de votos válidos | 871 919 |         |
| Votos brancos          | Votos brancos          | Votos brancos          | Votos brancos           | Votos brancos          | Votos brancos          | Votos brancos          | 70 291  | 70 291  |
| Votos nulos            | Votos nulos            | Votos nulos            | Votos nulos             | Votos nulos            | Votos nulos            | Votos nulos            | 22 042  | 22 042  |
| Votos totais           | Votos totais           | Votos totais           | Votos totais            | Votos totais           | Votos totais           | Votos totais           | 964 252 | 964 252 |

## 1986
| "Coligação Democrática Popular" (PMDB/PSB/PCB/PCdoB) |                        |                        | Tarcísio Burity        |                        |                        | Raymundo Asfora        | 755 625   | 61,27     |
| "Aliança Trabalhista Liberal" (PFL/PTB/PDS/PDC/PMB)  |                        |                        | Marcondes Gadelha      |                        |                        | Marcus Odilon          | 459 589   | 37,26     |
| PT                                                   |                        |                        | Carlos Bezerra         |                        |                        | Jales Caliman          | 18 097    | 1,47      |
| Total de votos válidos                               | Total de votos válidos | Total de votos válidos | Total de votos válidos | Total de votos válidos | Total de votos válidos | Total de votos válidos | 1 233 311 |           |
| Votos brancos                                        | Votos brancos          | Votos brancos          | Votos brancos          | Votos brancos          | Votos brancos          | Votos brancos          | 112 701   | 112 701   |
| Votos nulos                                          | Votos nulos            | Votos nulos            | Votos nulos            | Votos nulos            | Votos nulos            | Votos nulos            | 38 337    | 38 337    |
| Votos totais                                         | Votos totais           | Votos totais           | Votos totais           | Votos totais           | Votos totais           | Votos totais           | 1 384 349 | 1 384 349 |

## 1990

### Primeiro turno
| "Coligação Democrática Progressista" (PDT/PFL/PTB/PL/PSC/PTR) |                        |                        | Wilson Braga           |                        |                        | Enivaldo Ribeiro       | 498 763   | 43,37     |
| "Paraíba Sim Senhor" (PMDB/PST/PSDB/PSD)                      |                        |                        | Ronaldo Cunha Lima     |                        |                        | Cícero Lucena          | 462 562   | 40,22     |
| "Aliança Democrática Paraibana" (PDS/PRN)                     |                        |                        | João Agripino Maia     |                        |                        | João Rafael de Aguiar  | 137 487   | 11,96     |
| PT/PSB/PCB/PCdoB                                              |                        |                        | Genival França         |                        |                        | Emília Correia Lima    | 44 719    | 3,89      |
| PDC                                                           |                        |                        | Juracy Palhano         |                        |                        | João Ariosvaldo        | 6 494     | 0,56      |
| Total de votos válidos                                        | Total de votos válidos | Total de votos válidos | Total de votos válidos | Total de votos válidos | Total de votos válidos | Total de votos válidos | 1 150 025 |           |
| Votos brancos                                                 | Votos brancos          | Votos brancos          | Votos brancos          | Votos brancos          | Votos brancos          | Votos brancos          | 202 478   | 202 478   |
| Votos nulos                                                   | Votos nulos            | Votos nulos            | Votos nulos            | Votos nulos            | Votos nulos            | Votos nulos            | 129 946   | 129 946   |
| Votos totais                                                  | Votos totais           | Votos totais           | Votos totais           | Votos totais           | Votos totais           | Votos totais           | 1 482 449 | 1 482 449 |

### Segundo turno
| "Paraíba Sim Senhor" (PMDB/PST/PSDB/PSD)                      |                        |                        | Ronaldo Cunha Lima     |                        |                        | Cícero Lucena          | 704 375   | 55,19     |
| "Coligação Democrática Progressista" (PDT/PFL/PTB/PL/PSC/PTR) |                        |                        | Wilson Braga           |                        |                        | Enivaldo Ribeiro       | 571 802   | 44,81     |
| Total de votos válidos                                        | Total de votos válidos | Total de votos válidos | Total de votos válidos | Total de votos válidos | Total de votos válidos | Total de votos válidos | 1 276 177 |           |
| Votos brancos                                                 | Votos brancos          | Votos brancos          | Votos brancos          | Votos brancos          | Votos brancos          | Votos brancos          | 31 417    | 31 417    |
| Votos nulos                                                   | Votos nulos            | Votos nulos            | Votos nulos            | Votos nulos            | Votos nulos            | Votos nulos            | 95 946    | 95 946    |
| Votos totais                                                  | Votos totais           | Votos totais           | Votos totais           | Votos totais           | Votos totais           | Votos totais           | 1 403 540 | 1 403 540 |

## 1994

### Primeiro turno
| "Frente Paraíba Unida" (PMDB/PSDB/PPS/PSD/PP/PRP/PSC) |                        |                        | Antônio Mariz          |                        |                        | José Maranhão          | 525 396   | 46,59     |
| "União das Oposições Paraibanas" (PDT/PFL/PRN/PTB/PL) |                        |                        | Lúcia Braga            |                        |                        | Evaldo Gonçalves       | 489 066   | 43,37     |
| "Frente Paraíba Popular" (PT/PCdoB/PSB/PV/PSTU)       |                        |                        | Avenzoar Arruda        |                        |                        | Antônio Cariri         | 73 989    | 6,56      |
| PPR                                                   |                        |                        | Francisco Evangelista  |                        |                        | Salomão Gadelha        | 24 541    | 2,18      |
| PMN                                                   |                        |                        | Djacy Lima             |                        |                        | Paulo Valle            | 14 611    | 1,30      |
| Total de votos válidos                                | Total de votos válidos | Total de votos válidos | Total de votos válidos | Total de votos válidos | Total de votos válidos | Total de votos válidos | 1 127 603 |           |
| Votos brancos                                         | Votos brancos          | Votos brancos          | Votos brancos          | Votos brancos          | Votos brancos          | Votos brancos          | 357 027   | 357 027   |
| Votos nulos                                           | Votos nulos            | Votos nulos            | Votos nulos            | Votos nulos            | Votos nulos            | Votos nulos            | 135 019   | 135 019   |
| Votos totais                                          | Votos totais           | Votos totais           | Votos totais           | Votos totais           | Votos totais           | Votos totais           | 1 619 649 | 1 619 649 |

### Segundo turno
| "Frente Paraíba Unida" (PMDB/PSDB/PPS/PSD/PP/PRP/PSC) |                        |                        | Antônio Mariz          |                        |                        | José Maranhão          | 781 349   | 58,30     |
| "União das Oposições Paraibanas" (PDT/PFL/PRN/PTB/PL) |                        |                        | Lúcia Braga            |                        |                        | Evaldo Gonçalves       | 558 987   | 41,70     |
| Total de votos válidos                                | Total de votos válidos | Total de votos válidos | Total de votos válidos | Total de votos válidos | Total de votos válidos | Total de votos válidos | 1 340 336 |           |
| Votos brancos                                         | Votos brancos          | Votos brancos          | Votos brancos          | Votos brancos          | Votos brancos          | Votos brancos          | 18 536    | 18 536    |
| Votos nulos                                           | Votos nulos            | Votos nulos            | Votos nulos            | Votos nulos            | Votos nulos            | Votos nulos            | 137 249   | 137 249   |
| Votos totais                                          | Votos totais           | Votos totais           | Votos totais           | Votos totais           | Votos totais           | Votos totais           | 1 496 121 | 1 496 121 |

## 1998
| "Paraíba Unida" (PMDB/PSDB/PPB/PL/PFL/PSC/PSL/PTB/PDT/PST) |                        |                        | José Maranhão          |                        |                        | Roberto Paulino        | 877 852   | 80,72 |
| "Frente de Oposição Popular" (PSB/PT/PCdoB/PV)             |                        |                        | Gilvan Freire          |                        |                        | Hamurabi Duarte        | 175 234   | 16,11 |
| "Frente Progressista Renovadora" (PRP/PRN/PSDC)            |                        |                        | José Valadares         |                        |                        | Fernando Vieira        | 14 090    | 1,29  |
| "Frente Democrática Social" (PMN/PPS)                      |                        |                        | Pastor César           |                        |                        | Wellington Cariri      | 11 095    | 1,02  |
| PSTU                                                       |                        |                        | Marcelino Rodrigues    |                        |                        | Antônio Radical        | 9 244     | 0,85  |
| Total de votos válidos                                     | Total de votos válidos | Total de votos válidos | Total de votos válidos | Total de votos válidos | Total de votos válidos | Total de votos válidos | 1 087 515 |       |
| Votos brancos                                              |                        |                        |                        |                        |                        |                        |           |       |
| Votos nulos                                                |                        |                        |                        |                        |                        |                        |           |       |
| Votos totais                                               |                        |                        |                        |                        |                        |                        |           |       |

## 2002

### Primeiro turno
| "Por Amor à Paraíba" (PSDB/PFL/PSD/PV/PST/PRTB/PPS/PRP[a]) |                        |                        | Cássio Cunha Lima      |                        |                        | Lauremília Lucena      | 525 396   | 46,59 |
| "Pra Frente Paraíba" (PMDB/PPB/PSDC/PHS/PDT/PTB/PSL[b])    |                        |                        | Roberto Paulino        |                        |                        | Gervásio Maia          | 637 239   | 39,98 |
| "Um Novo Caminho" (PT/PL/PCdoB/PMN/PSC)                    |                        |                        | Avenzoar Arruda        |                        |                        | Carlos Pedrosa Júnior  | 14 090    | 12,57 |
| PSTU                                                       |                        |                        | Alexandre Arruda       |                        |                        | Hipólito Rodrigues     | 1 632     | 0,10  |
| PCO                                                        |                        |                        | Lourdes Sarmento       |                        |                        | Manuel Vieira          | 1 434     | 0,09  |
| PGT                                                        |                        |                        | Maria José Mendes      |                        |                        | Manuel Araújo          | 844       | 0,09  |
| Total de votos válidos                                     | Total de votos válidos | Total de votos válidos | Total de votos válidos | Total de votos válidos | Total de votos válidos | Total de votos válidos | 1 407 536 |       |
| Votos brancos                                              |                        |                        |                        |                        |                        |                        |           |       |
| Votos nulos                                                |                        |                        |                        |                        |                        |                        |           |       |
| Votos totais                                               |                        |                        |                        |                        |                        |                        |           |       |

Ana Mangueira, da "Frente de Oposição Popular" (PSB/PAN/PTdoB/PTC/PTN), decidiu retirar sua candidatura na parte final da campanha.
a.↑ PPS e PRP apoiaram informalmente a candidatura de Cássio Cunha Lima, embora formassem uma coligação proporcional para deputados federais e estaduais.

b.↑ PDT, PTB e PSL apoiaram a candidatura de Roberto Paulino, e como fora citado acima, formaram uma coligação proporcional para deputados federais e estaduais, além de terem formado a "Frente Trabalhista Paraibana" para apoiar Hermano Nepomuceno, candidato do PPS ao Senado.

### Segundo turno
| "Por Amor à Paraíba" (PSDB/PFL/PSD/PV/PST/PRTB/PPS/PRP) |                        |                        | Cássio Cunha Lima      |                        |                        | Lauremília Lucena      | 889 922   | 51,35 |
| "Pra Frente Paraíba" (PMDB/PPB/PSDC/PHS/PDT/PTB/PSL)    |                        |                        | Roberto Paulino        |                        |                        | Gervásio Maia          | 843 127   | 48,65 |
| Total de votos válidos                                  | Total de votos válidos | Total de votos válidos | Total de votos válidos | Total de votos válidos | Total de votos válidos | Total de votos válidos | 1 733 049 |       |
| Votos brancos                                           |                        |                        |                        |                        |                        |                        |           |       |
| Votos nulos                                             |                        |                        |                        |                        |                        |                        |           |       |
| Votos totais                                            |                        |                        |                        |                        |                        |                        |           |       |

## 2006

### Primeiro turno
| "Por Amor à Paraíba" (PSDB/PFL/PP/PTB/PTN/PL/ PTC[c]/PTdoB/PPS/PV/PHS/PRTB/ PAN/PDT/PSC) |                        |                        | Cássio Cunha Lima      |                        |                        | José Lacerda Neto      | 943 922   | 49,67 |
| "Paraíba de Futuro" (PMDB/PT/PRB/PSB/ PCdoB/PSL/PMN/PRONA)                               |                        |                        | José Maranhão          |                        |                        | Luciano Cartaxo        | 926 272   | 48,74 |
| "Frente de Esquerda" (PSOL/PSTU)                                                         |                        |                        | David Lobão            |                        |                        | Marcelino Rodrigues    | 22 949    | 1,21  |
| PCO                                                                                      |                        |                        | Lourdes Sarmento       |                        |                        | Manuel Vieira          | 3 902     | 0,20  |
| PSDC                                                                                     |                        |                        | Marinézio Ferreira     |                        |                        | Didi da Cajarana       | 1 743     | 0,09  |
| PCB                                                                                      |                        |                        | Francisco Carlos       |                        |                        | Carlos Magno Barcia    | 1 698     | 0,09  |
| Total de votos válidos                                                                   | Total de votos válidos | Total de votos válidos | Total de votos válidos | Total de votos válidos | Total de votos válidos | Total de votos válidos | 1 900 486 |       |
| Votos brancos                                                                            |                        |                        |                        |                        |                        |                        |           |       |
| Votos nulos                                                                              |                        |                        |                        |                        |                        |                        |           |       |
| Votos totais                                                                             |                        |                        |                        |                        |                        |                        |           |       |

A chapa formada por Hélio Chaves e Meci Lucena, do PRP, foi impugnada e teve os votos anulados pelo TSE.
c.↑  O PTC não lançou candidaturas a deputado federal ou estadual, embora integrasse a coligação.

### Segundo turno
| "Por Amor à Paraíba" (PSDB/PFL/PP/PTB/PTN/PL/ PTC/PTdoB/PPS/PV/PHS/PRTB/ PAN/PDT/PSC) |                        |                        | Cássio Cunha Lima      |                        |                        | José Lacerda Neto      | 1 003 102 | 51,35 |
| "Paraíba de Futuro" (PMDB/PT/PRB/PSB/ PCdoB/PSL/PMN/PRONA)                            |                        |                        | José Maranhão          |                        |                        | Luciano Cartaxo        | 950 269   | 48,65 |
| Total de votos válidos                                                                | Total de votos válidos | Total de votos válidos | Total de votos válidos | Total de votos válidos | Total de votos válidos | Total de votos válidos | 1 953 371 |       |
| Votos brancos                                                                         |                        |                        |                        |                        |                        |                        |           |       |
| Votos nulos                                                                           |                        |                        |                        |                        |                        |                        |           |       |
| Votos totais                                                                          |                        |                        |                        |                        |                        |                        |           |       |

## 2010

### Primeiro turno
| "Uma Nova Paraíba" (PSB/PSDB/DEM/PDT/ PPS/PTC/PV/PTN/PRP)                 |                        |                        | Ricardo Coutinho       |                        |                        | Rômulo Gouveia         | 942 121   | 49,74 |
| "Paraíba Unida" (PMDB/PT/PP/PTB/PR/PSC/ PRB/PSL/PCdoB/PMN/PHS/PTdoB/PRTB) |                        |                        | José Maranhão          |                        |                        | Rodrigo Soares         | 933 754   | 49,30 |
| PSOL                                                                      |                        |                        | Nelson Júnior          |                        |                        | Ana Júlia Soares       | 12 471    | 0,66  |
| PCO                                                                       |                        |                        | Lourdes Sarmento       |                        |                        | Gilberto Ferreira      | 2 442     | 0,13  |
| PCB                                                                       |                        |                        | Francisco Oliveira     |                        |                        | Jocimar Oliveira       | 1 886     | 0,10  |
| PSTU                                                                      |                        |                        | Marcelino Rodrigues    |                        |                        | Lissandro Saraiva      | 1 252     | 0,07  |
| Total de votos válidos                                                    | Total de votos válidos | Total de votos válidos | Total de votos válidos | Total de votos válidos | Total de votos válidos | Total de votos válidos | 1 893 926 |       |
| Votos brancos                                                             |                        |                        |                        |                        |                        |                        |           |       |
| Votos nulos                                                               |                        |                        |                        |                        |                        |                        |           |       |
| Votos totais                                                              |                        |                        |                        |                        |                        |                        |           |       |

### Segundo turno
| "Uma Nova Paraíba" (PSB/PSDB/DEM/PDT/ PPS/PTC/PV/PTN/PRP)                 |                        |                        | Ricardo Coutinho       |                        |                        | Rômulo Gouveia         | 1 079 164 | 53,70 |
| "Paraíba Unida" (PMDB/PT/PP/PTB/PR/PSC/ PRB/PSL/PCdoB/PMN/PHS/PTdoB/PRTB) |                        |                        | José Maranhão          |                        |                        | Rodrigo Soares         | 930 331   | 46,30 |
| Total de votos válidos                                                    | Total de votos válidos | Total de votos válidos | Total de votos válidos | Total de votos válidos | Total de votos válidos | Total de votos válidos | 1 953 371 |       |
| Votos brancos                                                             |                        |                        |                        |                        |                        |                        |           |       |
| Votos nulos                                                               |                        |                        |                        |                        |                        |                        |           |       |
| Votos totais                                                              |                        |                        |                        |                        |                        |                        |           |       |

## 2014
Ver Eleições estaduais na Paraíba em 2014

## 2018
Ver Eleições estaduais na Paraíba em 2018

## 2022
Ver Eleições estaduais na Paraíba em 2022